# Edward Coke, 7. Earl of Leicester
Edward Douglas Coke, 7. Earl of Leicester, CBE, DL, (* 6. Mai 1936 in Südrhodesien; † 25. April 2015 auf Holkham Hall, bei Wells-next-the-Sea, Grafschaft Norfolk) war ein britischer Peer und parteiloser Politiker.

## Leben
Edward Douglas Coke, 7. Earl of Leicester, wurde als Sohn von Anthony Louis Lovel Coke, 6. Earl of Leicester of Holkham (1909–1994) und dessen Ehefrau Moyra Joan Crossley, Countess of Leicester († 1987) in Südrhodesien, heute Simbabwe, geboren. Sein Vater hatte zunächst die renommierte Gresham’s School in der Grafschaft Norfolk besucht, war jedoch als schwieriger und rebellischer Schüler entlassen worden. 1925 kam er als knapp 17-Jähriger nach Betschuanaland. Edward Coke wuchs zusammen mit seinem Bruder auf einer entlegenen Farm ohne Anbindung an das Stromnetz im heutigen Südafrika auf. Er besuchte das St. Andrew’s College in Grahamstown in der Eastern Cape Province in Südafrika. Nach seinem Abschluss arbeitete er zunächst in einem Unternehmen, das veterinärmedizinische pharmazeutische Produkte herstellte. Anschließend folgte einer Anstellung bei einer landwirtschaftlichen Forschungsgesellschaft. Im Alter von 26 Jahren kehrte Edward Coke nach Großbritannien zurück. Er ließ sich dort auf dem Familiensitz Holkham Hall nieder, wo er sich um die Landwirtschaft und die Bewirtschaftung des Anwesens kümmerte.
1973 übernahm er die Leitung und Verwaltung des Familienanwesens Holkham Hall. Er verantwortete die Restaurierung von Holkham Hall. Große Anstrengungen setzte er in die Erneuerung, Modernisierung und in die Umwandlung des Familienanwesens in einen modernen Wirtschaftsbetrieb und ein weitverzweigtes Tourismusunternehmen. Er leitete Holkham Hall (Holkham Hall House and Estate) bis zu seinem Ruhestand im Oktober 2005. Die Leitung übergab er an seinen Sohn, Thomas Coke.
Coke engagierte sich auf Gemeindeebene auch in der Kommunalpolitik. Er war Vorsitzender des King’s Lynn & West Norfolk Borough Council (1980–1985) und Vorsitzender des Planungskomitees des King’s Lynn & West Norfolk Borough Council (1987–1991). Er war Treuhänder des North Norfolk Historic Building Trust und des Royal Anglian Regiment. Er war von 1998 bis 2003 Präsident der Historic Houses Association. 2005 wurde er in Anerkennung seiner Verdienste um das nationale Erbe des Vereinigten Königreichs („for services to Heritage“) zum Commander des Order of the British Empire ernannt. Im selben Jahr wurde er zum Deputy Lieutenant der Grafschaft Norfolk ernannt. Dieses Amt übte er für zwei Amtszeiten aus.
Ab dem 3. September 1976 führte er den Höflichkeitstitel Viscount Coke. Mit dem Tode seines Vaters erbte er am 19. Juni 1994 den Titel des 7. Earl of Leicester of Holkham in the County of Norfolk sowie den nachgeordneten Titel des 7. Viscount Coke. Beide Titel gehören zur Peerage of the United Kingdom und wurden 1837 geschaffen.

## Mitgliedschaft im House of Lords
Mit dem Erbe des Titels des Earl of Leicester wurde Coke am 12. Juni 1994 offizielles Mitglied des House of Lords. Im House of Lords saß er als Crossbencher. Er war vom 12. Juni 1994 bis 11. November 1999 formelles Mitglied des House of Lords. In der Sitzungsperiode 1997/98 war er an 28 Sitzungstagen anwesend. Seine Antrittsrede im House of Lords war am 25. Februar 1998 im Rahmen einer Debatte zum Eisenbahnwesen in Großbritannien. Coke führte im Rahmen der Debatte aus, er habe in den 1980er Jahren einige Abordnungen angeführt, um über Lobbyarbeit bei den zuständigen Verkehrsministern Verbesserungen des Straßen- und Schienennetzes in der Grafschaft Norfolk zu erreichen. Am 10. März 1999 äußerte sich Coke in einer Debatte des House of Lords erneut zum Eisenbahnwesen. Coke ging dabei auf die Privatisierung der staatlichen Eisenbahnen und insbesondere auf die Rolle von Railtrack ein.
Seine Mitgliedschaft im House of Lords endete am 11. November 1999 durch den House of Lords Act 1999. Für einen der verbleibenden Sitze trat er zur Wahl nicht an. Er gehörte der Hereditary Peers Association nicht an.

## Privates
Coke war zweimal verheiratet. Am 28. April 1962 heiratete er in erster Ehe Valeria Phyllis Potter, die Tochter von Leonard A. Potter. Seine Ehefrau stammte aus Berkhamsted in der Grafschaft Hertford. Die Ehe wurde 1985 geschieden. 1986 heiratete er in zweiter Ehe Sarah Forde, die Tochter von Noel Henry Boys Forde. Aus seiner ersten Ehe gingen drei Kinder hervor, zwei Söhne und eine Tochter.
Edward Coke lebte auf dem Familienstammsitz Holkham Hall in der Nähe von Wells-next-the-Sea in der Grafschaft Norfolk. Dort starb er im Alter von 78 Jahren am 25. April 2015 gegen Mitternacht im Kreise seiner Familie.
Seine Adelstitel erbte sein ältester Sohn Thomas Coke, 8. Earl of Leicester (* 1965). Dieser ist Ehrenpage (Page of Honour) von Königin Elisabeth II. und Stallmeister (Equerry) von Edward, 2. Duke of Kent.